# Paninaro (chanson)
Singles de Pet Shop Boys
Yesterday, When I Was Mad
(1994) Before
(1996)
Paninaro est une chanson du duo britannique Pet Shop Boys initialement publiée en 1986 sur la face B de leur single Suburbia.
En 1995, la chanson est incluse dans une compilation des faces B des singles des Pet Shop Boys titrée Alternative. En outre, une autre (nouvelle) version de cette chanson titrée Paninaro '95 est publiée en single pour promouvoir la compilation. (Le single a été publié le 24 juillet 1995, exactement deux semaines avant la compilation.)
Le single Paninaro '95 a atteint la 15e place au Royaume-Uni.